# Servir le peuple
 (décembre 2017).

Drapeau de Servir le peuple.

Servir le peuple - Ligue communiste (en norvégien : Tjen Folket) est une organisation marxiste-léniniste-maoïste norvégienne se réclamant de la pensée Gonzalo. Elle est issue d'une scission du Parti communiste des travailleurs (en) (1973-2007).

## Histoire
La scission de Servir peuple du Parti communiste des travailleurs (AKP) a eu lieu en 1998, ce groupe accusant l'AKP d'être devenu révisionniste. En 2007, une importante partie de l'organisation de jeunesse de l'AKP, devenu le parti Rouge, fait également sécession pour former la jeunesse de Servir le peuple, sous le nom de Jeunesse révolutionnaire communiste (en norvégien : Revolusjonær Kommunistisk Ungdom).
Servir le peuple a lancé une organisation de soutien à la guérilla maoïste en Inde, sous le nom de « Indiasolidaritet », et participe en 2012 à une conférence organisée à Hambourg en soutien à la « Guerre populaire en Inde ».